# Maxime Moisand
Maxime Moisand (* 11. Juni 1990 in Grenoble) ist ein französischer Eishockeyspieler, der seit Januar 2014 bei  Ritten Sport in der italienischen Elite.A unter Vertrag steht.  

## Karriere
Maxime Moisand begann seine Karriere als Eishockeyspieler in seiner Heimatstadt in der Nachwuchsabteilung der Brûleurs de Loups de Grenoble, für deren Profimannschaft er von 2008 bis 2011 in der Ligue Magnus, der höchsten französischen Spielklasse, aktiv war. In der Saison 2008/09 wurde der Verteidiger mit Grenoble Französischer Meister. Zudem gewann er mit seiner Mannschaft im gleichen Jahr die Coupe de France, die Coupe de la Ligue und die Trophée des Champions, womit er bereits im Alter von 19 Jahren alle in Frankreich vergebenen Titel erreicht hatte. Nach weiteren zwei Jahren bei seinem Heimatverein, wechselte der Nationalspieler zur Saison 2011/12 zu den Odense Bulldogs aus der dänischen AL-Bank Ligaen. Mit den Bulldogs wurde er auf Anhieb Vizemeister. Er selbst erzielte in seinem ersten Jahr im Ausland in insgesamt 51 Spielen drei Tore und sechs Vorlagen.
In der Saison 2013/14 stand er zunächst beim HK Astana in der kasachischen Meisterschaft unter Vertrag, ehe er im Januar 2014 zu Ritten Sport in die Elite.A wechselte. Mit Ritten gewann er am Ende der Saison die italienische Meisterschaft.

### International
Für Frankreich nahm Moisand im Juniorenbereich an der U18-Junioren-Weltmeisterschaft der Division II 2008 sowie den U20-Junioren-Weltmeisterschaften der Division I 2009 und 2010 teil. Im Seniorenbereich stand er im Aufgebot seines Landes bei den Weltmeisterschaften 2011 und 2012.

## Erfolge und Auszeichnungen
- 2009 Französischer Meister mit den Brûleurs de Loups de Grenoble
- 2009 Coupe de France mit den Brûleurs de Loups de Grenoble
- 2009 Coupe de la Ligue mit den Brûleurs de Loups de Grenoble
- 2009 Trophée des Champions mit den Brûleurs de Loups de Grenoble
- 2012 Dänischer Vizemeister mit den Odense Bulldogs
- 2014 Italienischer Meister mit Ritten Sport

### International
- 2008 Aufstieg in die Division I bei der U18-Junioren-Weltmeisterschaft der Division II